# Momperone
Momperone là một đô thị ở tỉnh Alessandria trong vùng Piedmont của Italia, có vị trí cách khoảng 110 km về phía đông của Torino và khoảng 35 km về phía đông nam của Alessandria. Tại thời điểm ngày 31 tháng 12 năm 2004, đô thị này có dân số 225 người và diện tích là 8,6 km².
Momperone giáp các đô thị: Brignano-Frascata, Casasco, Cecima, Montemarzino, và Pozzol Groppo.